# Waddesdon Manor
Waddesdon Manor – rezydencja wiejska wybudowana dla barona Ferdinanda Rothschilda pomiędzy 1874 a 1889 r. w hrabstwie Buckinghamshire w Anglii. Jest to założenie pałacowo-ogrodowe w stylu neorenesansowym, naśladujące francuskie zamki z Doliny Loary, do realizacji którego zatrudniony został architekt Gabriel Hipolit Destaillieur. Obecnie dwór znajduje się w posiadaniu organizacji National Trust.

## Historia

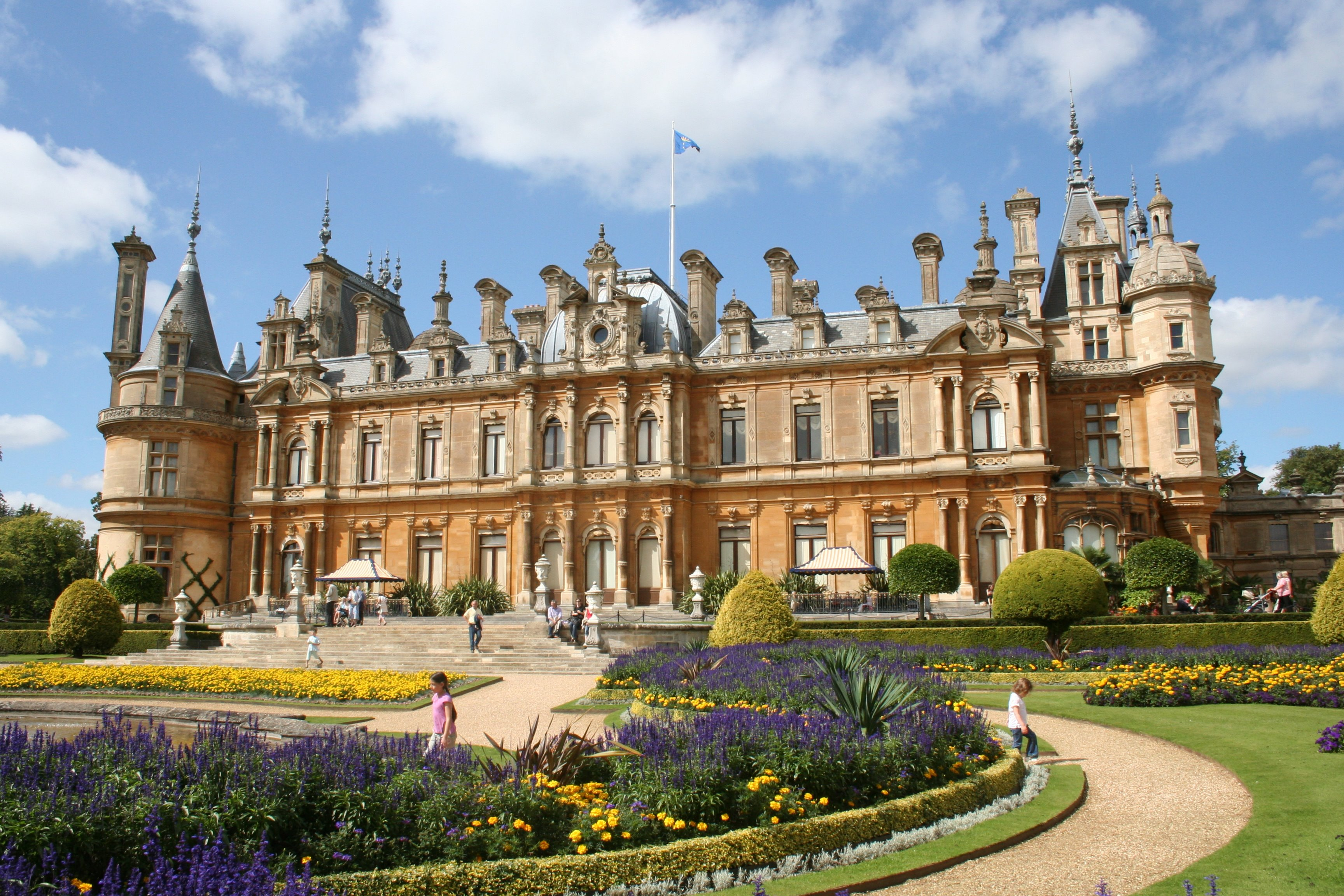
Waddesdon Manor

Okres, w którym powstało Waddesdon Manor, przypada na połowę panowania królowej Wiktorii Hanowerskiej, której rządy miały znaczny wpływ na gospodarkę, a co za tym idzie, sztukę Wielkiej Brytanii.
Epoka wiktoriańska to jeden z najdłuższych nieprzerwanych okresów panowania jednego monarchy w nowożytnej historii. Wielka Brytania była wtedy u szczytu potęgi imperialnej, mówiło się, że nad Imperium Brytyjskim „słońce nigdy nie zachodzi”. Dodatkowo były to czasy rewolucji technicznej, zwłaszcza w przemyśle. Wszystko to spowodowało, że w kraju panowała stabilizacja i rósł dobrobyt (raczej klas wyższych, ale też i średnich), a Wielka Brytania stała się największym mocarstwem światowym. Wraz ze wzrostem dobrobytu wielu ludzi znacznie się wzbogaciło, a wraz z bogactwem pojawiła się potrzeba jego zamanifestowania. Tak więc pomiędzy 1855 a 1874 r. w Anglii miał miejsce ożywiony ruch budowlany. Zarówno arystokraci jak i niedawno wzbogaceni potentaci przemysłowi wydawali krocie na własne siedziby i eleganckie dwory wiejskie. W okresie tym powstawały domy niespotykanych dotychczas rozmiarów, co pokazuje dalszy pomyślny rozwój gospodarczy i ekonomiczny kraju oraz niezachwianą wiarę w to, że sytuacja nie zmieni się w najbliższym czasie. Tak więc stare, arystokratyczne rody budowały swoje rezydencje na wzór stylu gotyckiego lub stylu królowej Elżbiety I, nowobogaccy przedstawiciele finansjery (głównie bankierzy i finansiści) przeważnie wybierali styl francuskiego renesansu.
Baron Ferdinand Rothschild (1839–1898) pragnął rezydencji w stylu wspaniałych, renesansowych châteaux z Doliny Loary. Do budowy zatrudniony został Gabriel Hipolit Destaillieur, który miał już okazję pracować przy restauracji kilku rezydencji nad Loarą, a szczególnie w Château de Mouchy.
Ziemię pod budowę założenia pałacowego baron nabył w 1874 roku od diuka Marlborough. Aby umożliwić transport materiałów budowlanych na szczyt wzgórza, gdzie powstać miał dom, baron wybudować musiał specjalną drogę. Pierwotnie szczyt wzgórza, na którym obecnie stoi dwór, był niemalże całkowicie pozbawiony drzew. Teren jednakże przekształcono pod okiem architekta krajobrazu Laine’a, który zastosował nowatorską metodę przesadzania w pełni rozrośniętych drzew z innych miejsc poprzez zabezpieczenie chloroformem ich korzeni chloroformem. Aby przetransportować jedno takie drzewo na szczyt wzgórza, potrzebowano do szesnastu koni. Niecałkowicie, jednakże przedsięwzięcie powiodło się i spowodowało, że wzgórze nabrało bajkowego wręcz wyglądu. Ogrody i park dookoła Waddesdon uznano za swoisty cud, ich sława sięgnęła nawet uszu królowej Wiktorii, która pozwoliła się zaprosić, by obejrzeć słynny park. Jak jednakże podają kroniki Waddesdon, królowa okazała się o wiele bardziej zainteresowana elektrycznymi kandelabrami zainstalowanymi w rezydencji.
Wnętrza Waddesdon zostały wykonane ekstrawagancko zgodnie z osiemnastowiecznymi wzorami francuskimi, z pokojami wyposażonymi w historyczne panneau. Większość panneau pochodziła z dawnych, historycznych domów paryskich, które zostały zniszczone w latach 1860 przez barona Haussmann’a w ramach projektu przebudowy miasta podczas panowania Napoleona III. Niektóre z nich baron zakupił od Marchela de Richelieu, którego stryjecznym dziadkiem był słynny kardynał Richelieu. Cztery z panneau umieszczonych następnie w Niższym Białym Pokoju przedstawiały medaliony z Kupidynami reprezentującymi pory roku, a cztery inne ze scenami opowiadającymi historię Wenus.
Wystrój Pokoju Bilardowego pochodzi z chateau Montmorencies, a Szary Salon został przeniesiony z klasztoru Sacre Coeur, dawniej hotelu Duc de Lauz. Boazeria z pokoju w wieży zwanego Tower Room pochodziła z willi, która kiedyś była rezydencją słynnego generała Beaujon (właściciela m.in. Pałacu Elizejskiego), a to i tak tylko nieliczne przykłady bogatego wyposażenia wnętrza dworu.
Sam dom, pomimo bogatych, historycznych wnętrz, został wyposażony w liczne nowoczesne udogodnienia, takie jak centralne ogrzewanie, bieżąca ciepła i zimna woda, elektryczność i system elektrycznych sygnalizatorów do wzywania służby.
Gdy rezydencja została ukończona, baron umieścił w niej swoje kolekcje francuskich osiemnastowiecznych gobelinów, paneli, mebli i ceramiki, angielskich i holenderskich obrazów oraz renesansowych dzieł rzemiosła artystycznego. Wysmakowanej elegancji wnętrz dworu dopełniały ogrody pełne posągów, altan i pawilonów.
Po śmierci barona Ferdinanda w 1898 r., dom przeszedł na własność jego siostry Alicji de Rothschild, która za swego życia wzbogaciła znacznie kolekcje zebrane w Waddesdon, a zbiór renesansowych dzieł rzemiosła artystycznego przekazała British Museum jako depozyt. Po jej śmierci w 1922 roku dwór odziedziczył jej bratanek James Armand de Rothschild, przedstawiciel francuskiej gałęzi rodziny Rotschildów, który wniósł do kolekcji znajdujących się w Waddesdon liczne dzieła sztuki odziedziczone po swoim ojcu baronie Edmondzie Jamesie de Rothschild z Paryża. Podczas II wojny światowej do Waddesdon Manor przywożono ewakuowane z Londynu dzieci, które miały poniżej pięciu lat.
Gdy James Rothschild zmarł 1958 r., założenie pałacowe zostało przekazane zgodnie z zapisem jego testamentu organizacji National Trust, do której obecnie należy.
Obecnie dworem zajmuje się Jacob Rothschild, czwarty baron Rotschild, który uzyskał od National Trust specjalne pozwolenie, aby samodzielnie prowadzić konserwację i renowację Waddesdon Manor, w odróżnieniu od innych rezydencji należących do organizacji, które podlegają jednemu programowi renowacji wszystkich zabytków należących do National Trust.
W 2003 roku w Waddesdon Manor miała miejsce poważna kradzież, zrabowano ponad sto szkatułek, tabakier i innych cennych rękodzieł, pośród których znajdowały się m.in. przedmioty należące do Marii Antoniny czy Madame de Pompadour.

## Styl i wpływy
Niewątpliwie założenie to zostało wybudowane w stylu neorenesansowym, nawiązującym do zamków z Doliny Loary, tak jak tego chciał baron Rotschild. Destailleur był zaznajomiony z tym stylem i miał spore doświadczenie, zważywszy na jego udział w restauracji m.in. Château de Mouchy. Zgodnie z wizją architekta Waddesdon zostało ukształtowane na wzór francuskich chateaux. Wieże bazowane były na wieżach z Château de Maintenon, a bliźniacze wieże zawierające klatki schodowe wzorowane były na wieży schodowej z Château de Chambord. Jednakże istnieją też pewne różnice. W przeciwieństwie do wież z wcześniej wspomnianych miejsc, okna w konstrukcjach w Waddesdon były szklone, a fasady dalece bardziej zdobione. Dwór, oparty na stylach historycznych, nie był dokładną kopią dzieł wcześniejszych. Choć niewidoczne dla oka, sporą wagę dla struktury wnętrz rezydencji miały stalowe konstrukcje zawarte w ścianach i fundamentach, które pozwoliły na odmienne i niezależne kształtowanie wnętrz na poszczególnych piętrach. Także wyżej omówione udogodnienia wpłynęły na odmienny charakter założenia. 